# بقعه فیض‌آباد کویر
بقعه فیض آباد کویر مربوط به دوره قاجار - دوره پهلوی اول است و در آران و بیدگل، دهستان کویر واقع شده و این اثر در تاریخ ۱۷ اسفند ۱۳۸۱ با شمارهٔ ثبت ۷۶۷۰ به‌عنوان یکی از آثار ملی ایران به ثبت رسیده است.